# Religion d'État

Pays ayant une religion d'État :
Christianisme
Catholicisme
Protestantisme (luthéranisme, et anglicanisme en Angleterre)
Orthodoxie
Islam
Sunnisme
Chiisme
Bouddhisme

Une religion d'État est une religion officiellement adoptée par un État, ce qui signifie que la législation de cet État se conforme aux préceptes de la religion en question. On parle de religion d'État lorsque la législation – généralement la constitution – d'un pays précise que telle religion est la religion de l'État.
Aujourd'hui, l'existence dans un pays d'une religion ayant un statut de religion d'État ne préjuge pas de la situation des religions dans ce pays : la religion d'État peut être la seule religion autorisée ou bien simplement jouir de certaines prérogatives (appui financier par exemple), les autres cultes étant libres.
L'islam est de nos jours la religion la plus concernée par le statut de religion d'État. La plupart des pays occidentaux ne reconnaissent plus de religion d'État.
Certains pays reconnaissent, avec ou sans religion d'État, une ou plusieurs religions officielles.

## Histoire des religions d'État

### Religions d’État antiques

#### Sumériens et sémites
Les peuples du Proche-Orient, sumériens puis sémites, avaient généralement des religions d'état. Plusieurs des rois ou princes sumériens demi-mythologiques des époques anciennes étaient des prêtres du dieu de leur cité. Certains des premiers rois des époques anciennes ont pu passer dans le Panthéon, comme Dumuzid, et quelques rois plus récents ont été considérés comme divins peu après leur règne, comme Sargon d'Akkad (sémite). Un des premiers rois à être proclamé dieu pendant son règne réel fut Gudea de Lagash, suivi de quelques rois de Ur, comme Shulgi.

#### Égypte
La religion d’État était inséparable du pouvoir d'état. Des pharaons ont été souvent considérés comme des incarnations du dieu Horus.

#### Empire perse achéménide
Le Mazdéisme est religion d'état, et l'empereur l'est de droit divin.

#### Hindouisme
Le Shivaïsme et le Vishnouisme auraient été religions d'état de divers royaumes avant l'arrivée des grecs en -326.

#### Antiquité grecque
Plusieurs villes grecques avaient un dieu ou des déesses liées à cette ville. Ce n’était pas seulement le dieu de la ville, mais également celui qui recevait des honneurs spéciaux. Dans la Grèce antique, la ville d’Athènes avait Athéna, Sparte avait Artémis, Délos avait Apollo et Artemis, et Olympe avait Zeus.

#### Le confucianisme de la dynastie Han et le bouddhisme de la dynastie Sui
En Chine, la dynastie Han (206 av. J.-C. - 220) instaurait le confucianisme comme religion d’État, faisant de la connaissance des textes confucéens une condition à l’entrée au service du gouvernement. Les empereurs Han ont apprécié l’ordre social, concept central de confucianisme. Le confucianisme est resté religion d’État jusqu’à la dynastie Sui (581 - 618), avant d'être remplacée par le bouddhisme. Le néoconfucianisme est redevenu religion d’État au Xe siècle.

#### Antiquité romaine
La religion romaine est dès l'origine une religion civique placée sous l'autorité de la cité. Le principal acteur est le Pontifex maximus, titre repris après la République par les empereurs, qui était souvent considéré comme un divin à titre posthume.
Le fait que l'empereur, à partir d'Auguste, soit vénéré comme un dieu, fait évoluer ce système religieux vers une véritable religion d'État, le culte de l'empereur devenant le symbole de l'adhésion à l'Empire romain. L'État romain liait le culte impérial à la loyauté à l'empire. Des chrétiens et des juifs furent par périodes persécutés dans l’Empire romain, parce qu’il était contraire à leur foi de participer au sacrifice général aux dieux pour le salut et la conservation de l'empereur (voir Christianisme dans le monde romain). En 311, l’empereur Galère, sur son lit de mort, a déclaré la liberté religieuse dans tout l’Empire romain, se concentrant particulièrement sur la fin de la persécution des chrétiens.

### Religions d’État au Moyen Âge

#### Zoroastrisme
Le zoroastrisme était la religion d’État de la dynastie des Sassanides qui a duré de 226 à 651.

#### Christianisme
Par l'édit de Milan de 313, son successeur Constantin Ier, confirme cette liberté et par la suite intervient dans les affaires de l'Église en organisant le premier concile de Nicée. Le christianisme n’était toutefois pas une religion d’État à Rome, bien que ce fut le cas dans certains États voisins comme l’Arménie et le royaume d'Aksoum. La religion romaine (Hellénisme néoplatonicien) a été remis en faveur par Julien de 361 à 363. Le christianisme a été déclaré religion d’État de l’Empire romain en 392 par le décret de Théodose Ier.
L'édit de Thessalonique de 380 fait du christianisme la religion officielle de l'Empire romain. Les païens, les hérétiques et les Juifs devinrent alors des citoyens de seconde zone, grevés d'incapacités juridiques et administratives.
Opposant le pape Grégoire VII à l'Empereur romain germanique, la querelle des Investitures, au XIe siècle, permet à Rome de réaffirmer sa souveraineté dans le domaine spirituel, en conservant le pouvoir de nomination des évêques ; en contrepartie, Rome doit abandonner au prince le domaine temporel. Peu de temps après, le cardinal Deusdedit (en) admet la dualité des juridictions, tout en proclamant la supériorité du pouvoir spirituel. Une tradition se développe ainsi, perdurant à travers les vicissitudes des siècles, selon laquelle le pape est détenteur de l’auctoritas, et le prince de la potestas (expression du pape Gélase Ier).
Dans les Dictatus papæ, Grégoire VII affirme que la plénitude de pouvoir (plenitudo potestatis) appartient au souverain pontife. Le concordat de Worms de 1122 sonne définitivement le glas du césaropapisme dans l'Europe non byzantine. Bien plus, dans la deuxième moitié du XIIIe siècle, la plénitude de pouvoir spirituel est devenue une « notion totalitaire ». L’Église ne peut tolérer un autre pouvoir que celui du pape. Selon la « théorie des deux glaives », le pape détient aussi bien le glaive spirituel que le glaive temporel. Il donne le second au prince pour qu’il en fasse l’usage que le pape lui indique. La papauté tente ainsi d’instaurer une théocratie pontificale en faisant du pape le représentant de Dieu sur terre[réf. nécessaire].
Les traductions latine du XIIe siècle d'œuvres grecques et arabes permettent à Thomas d'Aquin, au XIIIe siècle, d'élaborer une synthèse entre le christianisme et l'aristotélisme, qui conduit à distinguer la cité terrestre et la cité divine, suivant en cela la distinction ancienne de saint Augustin. Le pouvoir politique devient alors l'expression d'un ordre naturel. Le thomisme est par la suite contesté par les franciscains et par Duns Scot et Guillaume d'Ockham, qui refusent l'idée d'un ordre rationnel pré-construit, considérant que cela limiterait la volonté divine. Ces derniers substituent ainsi au thomisme et à son organicisme les idées d'individu et de volonté contractuelle, qui influenceront les théories du contrat social.

#### Islam
L'islam est par nature religion d'état dès sa naissance. Certaines autres religions, dites « religions du livre » (judaïsme et christianisme), sont tolérées mais leurs adhérents ont le statut de dhimmis qui implique des impôts supplémentaires, capacité juridique limitée, et des contraintes sur l'exercice de leur foi, qui ne peut être public. Les autres religions ne sont pas tolérées.

### LeXVIesiècle

#### Anglicanisme
L'anglicanisme est par définition et vocation la religion de l'état anglais.

#### Réforme protestante
Toutes les religions protestantes sont déclarées religions d'état dans le Saint-Empire romain par la paix d'Augsbourg.
Le calvinisme devient religion d'état à Genève et en Écosse. Le luthérianisme devient religion d'état en Suède.
Le XVIe siècle est celui de la monarchie de droit divin protestante, théorisée en particulier par Jean Bodin. Pour Jean Calvin, il n'est de justice que dans la Révélation divine : hors de là, il n'est qu'« humaine pollution » (L'Institution de la religion chrétienne). Avec la théologie réformée, l'ordre politique a une double nature: il est d'une part mal nécessaire, imputable au péché originel : cette conception, « positiviste » selon le politologue Bertrand Badie, conduit à Luther ; il s'inscrit aussi dans le projet messianique de reconstruction de la Cité de Dieu sur terre, qu'on retrouve chez Jean Calvin et chez les révolutionnaires puritains dans la Première Révolution anglaise (1640).

## Statut actuel par pays

### Bouddhisme d'État

#### Bouddhisme mahāyāna
- Bhoutan

#### Bouddhisme theravāda
- Sri Lanka
- Birmanie
- Laos[4]
- Cambodge

#### Bouddhisme tibétain
- Tibet (779 Trisong Detsen[5])
- Kalmoukie (Russie)

### Christianisme d'État

#### Anglicanisme
- Angleterre

#### Christianisme (sans autre précision)
- Samoa

#### Église catholique romaine
- Andorre : sans avoir à proprement parler de religion d'État, la Constitution de la principauté « garantit à l'Église catholique le maintien de ses relations de collaboration particulière avec l’État, conformément à la tradition andorrane »[6]
- Argentine
- Philippines
- Costa Rica[7]
- Malte[8]
- Monaco[9]
- Liechtenstein
- Vatican (théocratie)
- République dominicaine[réf. nécessaire]
- Zambie

#### Église luthérienne
- Danemark[10]
  - îles Féroé
- Islande[11]
- Norvège[12]

#### Orthodoxie
- Grèce

### Islam d'État

#### Chiisme
- Iran (théocratie)

#### Ibadisme
- Oman

#### Islam (sans autre précision)
- Afghanistan (théocratie depuis le renversement du pouvoir par les Talibans)
- Bahreïn
- Bangladesh
- Brunei (sultanat)
- Djibouti
- Irak
- Koweït
- Mauritanie
- Pakistan
- Qatar
- Yémen

#### Sunnisme
- Tchétchénie (Russie)
- Algérie  « L'Islam est la religion de l'État » (art. 2 de la Constitution)[13].
- Arabie saoudite
- Maldives
- Malaisie
- Somalie
- Maroc[14] « La nation s'appuie dans sa vie collective sur des constantes fédératrices, en l'occurrence la religion musulmane […] » (art. 1er de la Constitution)[15].
« L'Islam est la religion de l'État et celle du peuple marocain, qui garantit à tous le libre exercice des cultes » (art. 3)[15].
- Jordanie  « L'Islam est la religion de l'État […] » (art. 2 de la Constitution)[16].
- Libye
- Égypte
- Émirats arabes unis
- Comores

### Double religion d’État
- Japon

« Depuis la création de l'État du Japon, le Shintoïsme ainsi que le Bouddhisme sont les religions d’État du Japon » (les baptêmes des nouveau-nés sont Shinto et les funérailles sont bouddhistes) ; à ce jour le Japon et le peuple japonais sont les seuls à reconnaître une double pratique religieuse.
Avec la refonte de la constitution en 1868 sous l'ère Meiji 明治, le shintoïsme devint la religion de l'État : le Kokka Shinto. L'empereur du Japon, descendant de la déesse Amaterasu et désormais chef de l'État et commandant suprême de la Marine et de l'Armée, fut l'objet d'un véritable culte.
Ce culte prit une importance primordiale lors de l'expansionnisme du Japon durant l'ère Showa. En tant que commandant du Quartier général impérial à compter de 1937, l'empereur Shōwa était considéré comme la pierre d'assise du hakkō ichiu 八紘一宇, la « réunion des huit coins du monde sous un seul toit ».
Le Kokka Shinto perdura jusqu’en 1945, lorsque Douglas MacArthur, le commandant suprême des forces alliées exigea la réforme de la constitution et priva l'empereur de ses pouvoirs exécutifs. Le « shintoïsme d’État » fut alors démembré, mettant un terme au principe de la religion officielle au Japon. De plus, en janvier 1946, l'empereur dut déclarer publiquement dans un édit impérial qu'il n'était pas un arahitogami (divinité incarnée).

### Cas particuliers
- Chine : Le gouvernement chinois épouse officiellement l'athéisme d'État[17] et ne reconnaît officiellement que cinq religions : le bouddhisme, le taoïsme, l'islam, le catholicisme et le protestantisme[18]. Malgré les limitations de certaines formes d'expression et de réunion religieuses, la religion n'est pas interdite et la liberté religieuse est nominalement protégée par la constitution chinoise. Parmi la population chinoise en général, il existe une grande variété de pratiques religieuses[19]. L'attitude du gouvernement chinois envers la religion est celle du scepticisme et de la non-promotion.

- Indonésie : elle ne déclare ni ne désigne théoriquement une religion d'État. Cependant,  le gouvernement ne reconnaît que six religions: islam, protestantisme, catholicisme, bouddhisme, hindouisme et confucianisme. La Constitution de l'Indonésie garantit la liberté de religion et la pratique d'autres religions et croyances, y compris les animistes autochtones, n'est interdite par aucune loi. Les Indonésiens qui pratiquent le polythéisme et les animistes traditionnels ainsi que Sikhs et Jaïns sont souvent considérés comme « hindous » à des fins gouvernementales. L'athéisme, bien que non illégal, est découragé par l'idéologie d'État, ou Pancasila. En pratique, les chrétiens sont soumis à toutes sortes de restrictions administratives dans l'exercice de leur culte. En outre, la province de Aceh a un statut spécial, et la charia y est applicable aux résidents musulmans et non-musulmans.

En 2017, Basuki Tjahaja Purnama, maire chrétien de la capitale Djakarta, a été condamné à deux ans de prison pour « insulte à l'islam », pour avoir déclaré que « l'interprétation par certains oulémas d'un verset du Coran, selon lequel un musulman ne doit élire qu'un dirigeant musulman, était erronée ».
- Liban : il existe 18 groupes religieux officiellement reconnus au Liban, chacun avec sa propre législation en matière de droit de la famille et un ensemble de tribunaux religieux. Aux termes d'un accord connu sous le nom de Pacte national entre les différents dirigeants politiques et religieux du Liban, le  président du pays doit être un Maronite, le Premier Ministre doit être un Sunnite, et le Président du Parlement doit être un Chiite.

- Luxembourg : c'est un État laïque, mais le Grand-Duché reconnaît et soutient plusieurs confessions, dont l'Église catholique, orthodoxe grecque, orthodoxe russe, orthodoxe roumaine, orthodoxe serbe, anglicane et certaines dénominations protestantes, ainsi qu'aux congrégations  juives.

- Népal : dans la Constitution, la République du Népal est officiellement une nation laïque, mais la laïcité est définie comme « la protection de la religion et de la culture séculaires », qui en  népalais se traduit par Sanatana Dharma ou hindouisme. D'autres lois existent, comme une interdiction nationale de l'abattage des vaches (sacrée dans l'hindouisme) et des lois interdisant le prosélytisme.

- Russie : bien qu'État laïque en vertu de la Constitution, la Russie est souvent considérée comme d' orthodoxie russe, religion nationale de facto, malgré d'autres minorités : « L'Église orthodoxe russe est de facto une religion privilégiée de l'État, revendiquant le droit de décider quelles autres religions ou dénominations doivent se voir accorder le droit d'enregistrement. »

- Singapour : c'est officiellement un pays laïque, qui n'a pas de religion d'État. Singapour a été nommée dans une étude comme « la nation la plus diversifiée sur le plan religieux au monde » ; aucun groupe religieux ne formant une majorité. Cependant, le gouvernement reconnaît officiellement dix religions différentes ; à savoir bouddhisme, christianisme, islam, hindouisme, taoïsme, sikhisme, judaïsme, zoroastrisme, jaïnisme et foi bahá'íe, et le code pénal de Singapour interdit explicitement « de blesser des sentiments religieux ». Les Témoins de Jéhovah et l'Église de l'Unification sont en revanche interdits à Singapour, car le gouvernement les considère comme une menace pour la sécurité nationale.

- Suisse : elle est officiellement laïque au niveau fédéral, mais 24 des 26 cantons soutiennent, soit l'Église réformée suisse, soit l'Église catholique romaine.

- Tunisie : elle n'adopte pas une religion d'État, ce qui est considéré comme un changement par rapport aux constitutions qui ont précédé, mais l'article 5 affirme que la Tunisie fait partie du monde musulman, et que l'État seul doit veiller à garantir les objectifs de l’islam en matière de respect de la vie humaine, de la dignité, de l'argent, de la religion et de la liberté, dans le sens où la Tunisie n'est pas laïque par la séparation entre la religion et l’État, mais plutôt par la mise sous tutelle de la religion par l’État[20].

## Actuelles et anciennes religions d'État en Europe
| Pays                           | Église ou religion | Dénomination                                                              | Séparation |
| ------------------------------ | --- | ------------------------------------------------------------------------- | --- |
| Albanie1                       | Aucune depuis l’indépendance | Aucune depuis l’indépendance                                              | Aucune depuis l’indépendance |
| Andorre                        | Église catholique romaine | catholique                                                                | 4 mai 1993 |
| Angleterre                     | Église d'Angleterre | anglicanisme                                                              | Non |
| Duché d'Anhalt                 | Église protestante d'Anhalt | protestantisme uni                                                        | 1918 |
| Arménie                        | Église apostolique arménienne | orthodoxe                                                                 | 1921 |
| Autriche                       | Église catholique romaine | catholique                                                                | 1918 |
| Bade                           | Église catholique romaine et Église d'État protestant de Bade | catholique et protestant uni                                              | 1918 |
| Bavière                        | Église catholique romaine | catholique                                                                | 1918 |
| Biélorussie                    | aucune depuis l’indépendance (1990-1991) | aucune depuis l’indépendance (1990-1991)                                  | aucune depuis l’indépendance (1990-1991) |
| Belgique                       | aucune depuis l’indépendance (1830) | aucune depuis l’indépendance (1830)                                       | aucune depuis l’indépendance (1830) |
| Bosnie-Herzégovine             | aucune depuis l’indépendance (1992) | aucune depuis l’indépendance (1992)                                       | aucune depuis l’indépendance (1992) |
| Duché de Brunswick             | Église d'État luthérienne protestante de Brunswick | luthérien                                                                 | 1918 |
| Bulgarie                       | Église orthodoxe bulgare | orthodoxe                                                                 | 1946 |
| Croatie                        | aucune depuis l’indépendance | aucune depuis l’indépendance                                              | aucune depuis l’indépendance |
| Chypre                         | Église orthodoxe de Chypre | orthodoxe                                                                 | 16 août 1960 |
| Danemark                       | Église du Danemark | luthérien                                                                 | Non |
| Écosse                         | Église d'Écosse | presbytérien                                                              | aucun |
| Espagne                        | Église catholique romaine | catholique                                                                | 1978 |
| Estonie                        | Église d'Estonie | luthérien                                                                 | 1940 |
| Finlande2                      | Église évangélique-luthérienne de Finlande | luthérien                                                                 | non |
| France                         | Église catholique romaine | catholique                                                                | 1905 |
| Géorgie                        | Catholicossat-Patriarcat de toute la Géorgie | orthodoxe                                                                 | 1921 |
| Grèce                          | Église orthodoxe de Grèce | orthodoxe                                                                 | aucun |
| Hesse                          | Église d'État évangélique de Hesse | luthérien, calviniste et protestant uni                                   | 1918 |
| Hongrie3                       | Église catholique romaine | catholique                                                                | 1848 |
| Islande                        | Église d'Islande | luthérien                                                                 | non |
| Irlande                        | Église d'Irlande | anglicanisme                                                              | 1871 |
| Italie                         | Église catholique romaine | catholique                                                                | 1984; en revanche reconnue comme religion du patrimoine historique italien; des cours bibliques facultatifs à l'école publique et le crucifix obligatoire |
| Lettonie                       | aucune depuis l’indépendance (1991) | aucune depuis l’indépendance (1991)                                       | aucune depuis l’indépendance (1991) |
| Liechtenstein                  | Église catholique romaine | catholique                                                                | En cours depuis le 15 novembre 2012 |
| Lippe                          | Église de Lippe | réformée                                                                  | 1918 |
| Lituanie                       | Église catholique romaine | catholique                                                                | 1940 |
| Lübeck                         | Église évangélique-luthérienne dans l'État de Lübeck | luthérien                                                                 | 1918 |
| Luxembourg                     | Église catholique romaine | catholique                                                                | 17 octobre 1868 |
| République de Macédoine        | Église orthodoxe macédonienne | orthodoxe                                                                 | 1797 |
| Malte                          | Église catholique romaine | catholique                                                                | Catholicisme comme religion d’État mais pleine liberté de conscience reconnue depuis le 13 décembre 1974                                                  |
| deux Mecklenbourg              | Église luthérienne évangélique inséparée des gouvernements de deux grands-duchés | luthérien                                                                 | 1918 |
| Moldavie                       | aucune depuis l’indépendance (1991) | aucune depuis l’indépendance (1991)                                       | aucune depuis l’indépendance (1991) |
| Monaco                         | Église catholique romaine | catholique                                                                | Le catholicisme est religion d'État mais la liberté de culte est garantie par la constitution depuis le 17 décembre 1972                                  |
| Monténégro                     | Église orthodoxe serbe | orthodoxe                                                                 | 19 octobre 2007 |
| Norvège                        | Église de Norvège | luthérien                                                                 | 2012 |
| Oldenbourg                     | Église évangélique d'Oldenbourg | luthérien                                                                 | 1918 |
| Pays-Bas                       | Église réformée hollandaise | églises réformées                                                         | 1795, puis 1983 |
| Pays de Galles                 | Église au pays de Galles | anglican                                                                  | 1920 |
| Deuxième République (Pologne)  | Église catholique romaine | catholique                                                                | 1918 |
| Portugal                       | Église catholique romaine | catholique                                                                | 1910, puis 1976 |
| Prusse                         | Église d'État protestante des anciennes provinces de Prusse ; et puis dans les nouvelles provinces les églises de Francfort-sur-le-Main (luthérien), Hanovre (luthérien), Hanovre (réformé), Hesse électoral (luthérien et calviniste), Nassau (protestant uni), Schleswig-Holstein (luthérien) | luthérien et calviniste                                                   | 1918 |
| Roumanie                       | Église orthodoxe roumaine | orthodoxe                                                                 | 1947 |
| Russie                         | Patriarcat de Moscou et de toute la Russie | orthodoxe                                                                 | 1917 |
| Saint-Marin                    | Église catholique romaine | catholique                                                                | 8 juillet 1974 |
| Saxe                           | Église d'État luthérienne évangélique de Saxe | luthérien                                                                 | 1918 |
| Schaumbourg-Lippe              | Église d'État luthérienne évangélique de Schaumbourg-Lippe | luthérien                                                                 | 1918 |
| Serbie                         | Église orthodoxe serbe | orthodoxe                                                                 | 8 novembre 2006 |
| Slovaquie                      | aucune depuis l’indépendance (1993) | aucune depuis l’indépendance (1993)                                       | aucune depuis l’indépendance (1993) |
| Slovénie                       | aucune depuis l’indépendance (1991) | aucune depuis l’indépendance (1991)                                       | aucune depuis l’indépendance (1991) |
| Suède                          | Église de Suède | luthérien                                                                 | janvier 2000 |
| Suisse                         | aucune depuis 1848 mais religions officielles dans la plupart des cantons | aucune depuis 1848 mais religions officielles dans la plupart des cantons | aucune depuis 1848 mais religions officielles dans la plupart des cantons                                                                                 |
| Tchécoslovaquie                | Église catholique romaine | catholique                                                                | 1948 |
| Thuringe                       | aucune depuis la formation (1920) | aucune depuis la formation (1920)                                         | aucune depuis la formation (1920) |
| Turquie                        | Islam sunnite | hanafite                                                                  | 1928 |
| Ukraine                        | aucune depuis l’indépendance (1991) | aucune depuis l’indépendance (1991)                                       | aucune depuis l’indépendance (1991) |
| Principauté de Waldeck-Pyrmont | Église luthérienne évangélique de Waldeck | luthérien                                                                 | 1918 |
| République de Weimar           | Église protestante allemande | évangélique                                                               | 1918 |
| Wurtemberg                     | Église d'État évangélique de Wurtemberg | luthérien                                                                 | 1918 |

Note 1 : En 1967, le gouvernement albanais fait de l’athéisme d'État, la « doctrine officielle » du régime. Cette désignation est demeurée en effet jusqu'en 1991.
Note 2 : En Finlande, l’Église de Suède demeura l'Église officielle jusqu'en 1809, année où le pays passa de la domination suédoise à celle de la Russie. Devenu grand-duché autonome de la Russie tsariste de 1809 à 1917, la Finlande a maintenu le système luthérien d’Église d’État, et une Église d’État séparée de la Suède, plus tard appelée Église évangélique-luthérienne de Finlande, a été établie. Elle a été détachée de l’État comme entité juridique séparée quand la nouvelle loi d’Église est venue pour forcer en 1870. Après que la Finlande eut gagné l’indépendance en 1917, la liberté religieuse a été déclarée dans la constitution de 1919 et une loi séparée sur la liberté religieuse en 1922. Par cet arrangement, l’Église luthérienne évangélique de la Finlande a perdu sa position comme Église d’État mais a gagné un statut constitutionnel comme Église nationale au côté de l’Église orthodoxe de Finlande, dont la position cependant n'est pas codifiée dans la constitution.
Note 3 : En Hongrie, les lois constitutionnelles de 1848 ont déclaré cinq Églises établies sur le statut égal : catholique romain, calviniste, luthérien, orthodoxe oriental et uniate. En 1868, la loi est ratifiée après l'Ausgleich. En 1895, le judaïsme est à son tour reconnu comme la sixième Église établie. En 1948, les distinctions entre les différentes Églises sont supprimées.
Pour l'Espagne, voir notamment le concordat espagnol de 1953 qui consacrait l'Église catholique romaine comme religion d'État.
Pour l'Italie, voir les accords du Latran de 1929 qui consacraient l'Église catholique romaine comme religion d'État.